# Tompaládony
Tompaládony ist eine ungarische Gemeinde im Kreis Sárvár im Komitat Vas. Die Gemeinde entstand 1941 durch den Zusammenschluss der Orte Berektompaháza und Pórládony.

## Geografische Lage
Tompaládony liegt 26 Kilometer nordöstlich des Komitatssitzes Szombathely und 15 Kilometer nordwestlich 
der Kreisstadt Sárvár. Nachbargemeinden sind Mesterháza, Sajtoskál, Nemesládony, Nagygeresd,  Vasegerszeg und Hegyfalu.

## Sehenswürdigkeiten
- Evangelische Kirche
- Evangelischer Glockenturm
- Römisch-katholische Kirche Kisboldogasszony, erbaut 1911

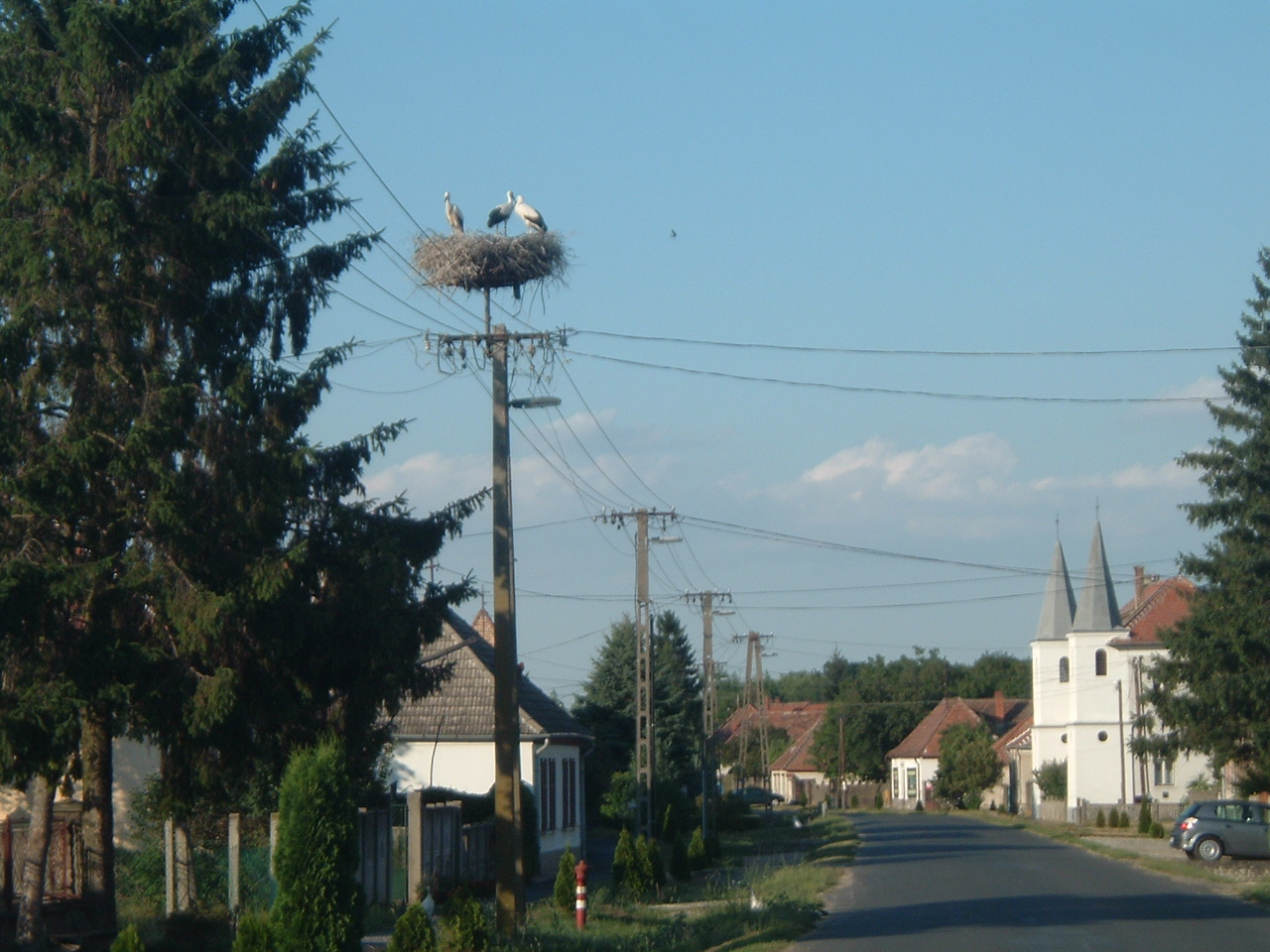
Landstraße Nr. 8614 in Tompaládony mit Blick auf die Türme der evangelischen Kirche

- Weltkriegsdenkmäler

## Verkehr
In Tompaládony kreuzen sich die Hauptstraße Nr. 84 die Landstraße Nr. 8614. Es bestehen Busverbindungen über Vasegerszeg nach Répcelak, nach Bük sowie nach Hegyfalu, wo sich der nächstgelegene Bahnhof befindet.